# Dolomedes saccalavus
Dolomedes saccalavus là một loài nhện trong họ Pisauridae.
Loài này thuộc chi Dolomedes. Dolomedes saccalavus được Embrik Strand miêu tả năm 1907.